# Поверенный в делах
Пове́ренный в дела́х (фр. chargé d’affaires) — дипломатическая должность, означающая руководителя дипломатического представительства. В соответствии с Венской конвенцией о дипломатических сношениях, класс «поверенных в делах» является третьим классом глав диппредставительств после послов и посланников (либо глав представительств эквивалентного ранга).

## История термина. Ранжирование дипломатических представителей
Термин «поверенные в делах» был введён Венским конгрессом (1815) в качестве четвёртого ранга глав дипломатических представительств и был рассчитан на дипломатов, возглавляющих миссию в странах, в которые по какой-либо причине невозможно или нежелательно отправить дипломата более высокого ранга (посол, посланник, министр-резидент), несмотря на то, что между странами установлены дипломатические отношения.

## Постоянные и временные поверенные в делах
В настоящее время могут быть как постоянные поверенные в делах, так и временные (франц. + латин. Chargé d’affaires ad interim). Временный поверенный в делах — дипломат, который исполняет обязанности главы дипломатического представительства в отсутствие посла (либо назначенного на постоянной основе главы диппредставительства с любым другим названием должности) как по причине его временного отъезда, так и в случае, если посол не назначен (например, после отзыва предыдущего посла).
Временный поверенный в делах может быть также назначен, когда в государстве пребывания посол аккредитован по совместительству, но не проживает в нём постоянно, или когда страны установили дипломатические отношения, но ещё не успели обменяться послами, или когда страна временно отозвала своего посла или выслала посла другого государства (чтобы выразить протест или несогласие), но не дошла до разрыва дипломатических отношений.
Постоянный поверенный в делах аккредитуется при министерстве иностранных дел принимающего государства. Свои верительные грамоты, подписанные министром иностранных дел аккредитующего государства, он вручает министру иностранных дел государства пребывания, в отличие от посла или посланника, у которого грамоты подписаны главой аккредитующего государства и вручаются главе государства пребывания. Поэтому к назначению поверенных в делах порой прибегают в политически чувствительных ситуациях, например, когда существуют проблемы в межгосударственных отношениях и желательно избежать необходимости официальных встреч с главой принимающего государства, чтобы это не истолковывалось как некая поддержка ему. Аналогичным образом принимающее государство по политическим мотивам может отказать в приёме посла другого государства, но поддерживать отношения с ним, приняв поверенного в делах.
Временные поверенные в делах вообще лишены необходимости предварительно с кем-либо официально встречаться и вручать свои верительные грамоты. Вместо этого они приступают к исполнению своих обязанностей сразу же, как их фамилия официально сообщается министерству иностранных дел государства пребывания главой представительства или, если он не может это сделать, министерством иностранных дел аккредитующего государства.